# Óscar Olivera
Oscar Olivera Foronda (Oruro, 10 de enero de 1955) es un dirigente sindical boliviano que fue uno de los principales líderes de los manifestantes contra la privatización del agua en Bolivia. El resultado de estas protestas fue un acontecimiento conocido como la Guerra del Agua de Cochabamba. Fue uno de los principales líderes de las protestas por el conflicto del gas boliviano. Por otra parte, es el jefe de una confederación de sindicatos de trabajadores de fábrica.
Fue galardonado con el Premio Ambiental Goldman en 2001.
El papel de Oscar Olivera en la Guerra del Agua de Cochabamba se retrata en el documental de 2008 Blue Gold: World Water Wars.